# Richard Marillier
Pour les articles homonymes, voir Marillier.
Richard Marillier, dit Colonel Marillier, né le 22 avril 1924 à Garnay (Eure-et-Loir) et mort le 27 janvier 2017, est un militaire des forces spéciales, résistant, dirigeant du cyclisme et écrivain français.
Il vivait aux Assarts à Vitry-Laché, commune de la Nièvre dont il a été maire.

## Biographie

### Des jeunes années à la fin des années 1970
Richard Marillier perd très jeune sa mère et est donc élevé par sa grand-mère Clémentine à Segoule hameau de Saint-Benin-d'Azy (qui lui inspirera plus tard son ouvrage Grandir à Segoule). Au cours de la Seconde Guerre mondiale, il rejoint la Résistance et combat au sein de la section Chabal du maquis du Vercors.
Au sortir de la guerre, en 1946, il rencontre sa future femme Jeannine, fille de Lucien Juy. Ce dernier est le créateur du dérailleur Simplex ; il embauche Richard Marillier au sein de l'entreprise dijonnaise dans laquelle il reste jusqu'à 1956. Il s'investit également au sein du club cycliste de l'US Dijon.
Il prend alors le commandement d'une compagnie en Algérie dans le département de Constantine. Il reste militaire en Algérie jusqu'en 1963.
À son retour, il est instructeur pour les commandos au fort des Rousses. En 1968, Robert Oubron lui propose de devenir DTN des équipes de France de cyclisme sur route.

### Carrière dans le cyclisme
Richard Marillier est sélectionneur de l'équipe de France (DTN) à partir de début 1969 : sous sa direction, Cyrille Guimard est 3e du championnat du monde et Régis Ovion est champion du monde amateur  en 1971. En 1974, Poulidor et Martinez finissent 2e et 3e du championnat du monde.
En 1977, Josiane Bost est championne du monde. Lors de ces mêmes championnats (au Venezuela), il est sollicité par les services secrets français, en sa qualité d'ancien des forces spéciales, pour éventuellement participer à la traque du terroriste Carlos.
En 1980 et sous sa direction, Bernard Hinault est champion du monde.
Enfin, il est une figure importante du cyclisme dans la Nièvre avec notamment sa direction de près de dix ans à la tête de l'organisation du Tour Nivernais Morvan. Il était également très ami avec l'abbé Lesage.

### Responsabilités dans le monde cycliste
- Sélectionneur de l'équipe de France de cyclisme sur route de 1970 à 1981.
- Directeur adjoint délégué du Tour de France de 1981 et 1990.
- Président de la Ligue nationale de cyclisme de sa création (en 1989) à 1991.
- Vice-président de la Fédération française de cyclisme[2].
- Directeur du Tour Nivernais Morvan de 1988 à 1996[2].
- Créateur de la Route nivernaise[2].

## Carrière militaire
- Résistant du maquis du Vercors au sein de la section Chabal.
- Capitaine de section au 94e R.I. durant la guerre d'Algérie.
- Colonel honoraire de l'armée de Terre.

## Hommages
- Richard Marillier est commandeur de la Légion d'honneur[5].

- Une épreuve cycliste amateur, le Grand Prix de Saint-Saulge, porte le nom de « Trophée du Colonel Richard Marillier »[6],[7]. L'édition 2013 était la 19e édition[7].

## Œuvres
- Richard Marillier, Grandir à Segoule, coll. « Pleine page », 140 p. (ISBN 978-2-84379-245-8)

- Richard Marillier, Le dernier bain : Apnée vous s'il en reste, Éditions de l'Armançon, 1998, 124 p. (ISBN 978-2-906594-99-9)

### Cyclisme
- Richard Marillier, Cyrille Guimard, Daniel Rebour et Jean-Jacques Sempé, Le Cyclisme : Compétitions et cyclotourisme, Denoël, coll. « Connaissance et technique », 1977, 253 p. (ASIN B0014M93DI)

- Richard Marillier, Le vélo s'y prête, Éditions de l'Armançon, coll. « Histoire Algérie », 1995, 249 p. (ISBN 2-906594-55-5)

- Richard Marillier, Plus d'un tour dans mon sac : Contes débiles et inouïs, Éditions de l'Armançon, 101 p. (ISBN 978-2-84479-054-5) (sur le Tour de France)

### Résistance
- Richard Marillier, Vercors 1943-1944 : Un malentendu permanent, Éditions de l'Armançon, 2003, 205 p. (ISBN 978-2-84479-052-1)

- Richard Marillier, Issue de secours : Vercors

### Guerre d'Algérie
- Richard Marillier, Les Compagnons de Taberdga, Nouvelles Éditions Latines, coll. « Histoire Algérie », 1973, 180 p. (ISBN 978-2-7233-1664-4, lire en ligne)

Cet ouvrage a constitué le scénario du film Les Déracinés d'André Teisseire sorti en 1972,.
- Richard Marillier, Les rappelés : Bourguignons et Francomtois en Algérie, 1993, 303 p.

- Richard Marillier, Coups de tampons, Éditions de l'Armançon, octobre 2003, 94 p. (ISBN 978-2-84479-058-3)